# 고차쿠역
고차쿠역(일본어: 御着駅, ごちゃくえき 고챠쿠에키[*])은 일본 효고현 히메지시에 위치한 서일본 여객철도의 역이다.

## 역 구조
단식·섬식이 섞인 복합형 승강장으로 2면 3선의 지상역이다. 역사는 단식 형태인 1번 승강장 측에 있어, 섬식인 2·3번 승강장과는 과선교를 통해 연결된다. 상행 본선은 1번 승강장, 하행 본선은 3번 승강장으로 2번 승강장은 상하행선 공용 대피선이다. 또한 1번선의 북쪽에는 짧은 유치선이 있다.
어번 네트워크 구역의 일부로 이코카 및 제휴 IC 카드의 사용이 가능하다.
| 1 | ■ JR 고베 선 (상행선) | 산노미야・오사카 방면          |
| 2 | (예비)                | (예비)                         |
| 3 | ■ JR 고베 선 (하행선) | 히메지・반슈아코·아이오이 방면 |

## 역사
- 1900년 4월 18일: 산요 철도의 아미다 ~ 히메지 간에 신설 개업.
- 1906년 12월 1일: 산요 철도의 국유화에 따라 일본국유철도 소속이 되었다.
- 1909년 10월 12일: 노선 명칭 제정으로 산요 본선의 소속이 되었다.
- 1987년 4월 1일: 민영화에 따라 서일본 여객철도의 소속이 된다.
- 2003년 11월 1일: 이코카의 사용이 개시되었다.

## 인접정차역
| 서일본 여객철도 산요 본선 | 서일본 여객철도 산요 본선 | 서일본 여객철도 산요 본선 |
| ------------------------- | ------------------------- | ------------------------- |
| 히메지벳쇼 마이바라 방면  | ■ JR 고베 선 보통         | 히가시히메지 히메지 방면  |